# Портрет Семёна Христофоровича Ставракова
«Портрет Семёна Христофоровича Ставракова» — картина Джорджа Доу и его мастерской из Военной галереи Зимнего дворца.
Картина представляет собой погрудный портрет генерал-майора Семёна Христофоровича Ставракова из состава Военной галереи Зимнего дворца.
К началу Отечественной войны 1812 года полковник Ставраков был комендантом Главной квартиры 1-й Западной армии, а затем вплоть до 1815 года был комендантом Главной квартиры при всех Главнокомандующих русской армии и при императоре Александре I. За боевые отличия в кампании 1812 года был произведён в генерал-майоры.
Изображён в генеральском мундире, введённом для пехотных генералов 7 мая 1817 года. На шее крест ордена Св. Анны 2-й степени с алмазами; по борту мундира крест сардинского ордена Св. Маврикия и Лазаря; справа на груди серебряная медаль «В память Отечественной войны 1812 года» на Андреевской ленте, крест австрийского Военного ордена Марии Терезии 3-й степени, а также нагрудный крест и шитая звезда ордена Св. Иоанна Иерусалимского. С тыльной стороны картины надпись: Stavrakoff. Подпись на раме: С. Х. Ставраковъ, Генералъ Маiоръ. По неизвестной причине не изображён нагрудный крест ордена Св. Георгия 4-го класса, которым Ставраков был награждён 20 мая 1808 года.
7 августа 1820 года Комитетом Главного штаба по аттестации Ставраков был включён в список «генералов, заслуживающих быть написанными в галерею» и 25 июля 1822 года император Александр I приказал написать его портрет. Поскольку С. Х. Ставраков скончался в начале марта 1819 года, то были предприняты розыски его возможного портрета-прототипа. 4 сентября 1822 года командир Курского пехотного полка полковник З. Х. Ставраков писал в Инспекторский департамент Военного министерства: «Имея портрет покойного брата моего генерал-вагенмейстера Главного штаба Его императорского величества инспектора всех военных в Санкт-Петербурге госпиталей генерал-майора Ставракова, оный портрет в сей департамент по сущности того объявления для списания с него копии представить честь имею, и при том полагая, что при списании сего портрета нужны быть известными заслуги сего покойного генерала, прилагаю с оных верный список». Гонорар Доу был выплачен 13 мартя 1823 года и 21 июня 1827 года. Готовый портрет был принят в Эрмитаж 8 июля 1827 года. Поскольку предыдущая сдача готовых портретов в Эрмитаж произошла 18 октября 1826 года, то портрет Ставракова считается написанным между этими датами. Портрет-прототип современным исследователям неизвестен. В. М. Глинка на основании изображённых наград предположил что портрет-прототип был написан в 1800—1805 годах. Также он отмечает низкое художественное качество портрета («невыразительность и приглаженность черт лица»), объясняя это тем, что Ставраков в те годы был майором и на своё не самое большое жалованье не мог заказать свой портрет какому-либо известному художнику, а Доу лишь снял с того портрета копию.
В 1840-е годы в мастерской И. П. Песоцкого по рисунку с портрета была сделана литография, опубликованная в книге «Император Александр I и его сподвижники» и впоследствии неоднократно репродуцированная. В части тиража была напечатана другая литография, незначительно отличающаяся в мелких деталях.